# 1292 pr. n. št.

## Smrti
- Horemheb, zadnji faraon Osemnajste egipččanske dinastije (* ni znano)